# Carl Ulric von Hauswolff
Carl Ulric von Hauswolff, född 13 juni 1791 i Finby, Tenala socken, död 2 december 1843 i Stockholm, var en svensk äventyrare och affärsman.

## Biografi
Carl Ulric von Hauswolff var son till majoren Hans Gustaf von Hauswolff. Han blev 1799 student vid Greifswalds, 1801 vid Leipzigs och 1807 vid Uppsala universitet. 1810 blev von Hauswolff extraordinarie kanslist i kanslistyrelsens expedition och 1813 notarie vid regeringskonseljen på Saint-Barthélemy, konstituerad vice guvernementssekreterare på ön 1815 och samma år kanslist i kungliga kansliet. Under hans tid på Saint-Barthélemy utspelade sig de Latinamerikanska självständighetskrigen och efter att ha tagit avsked från sin tjänst reste han 1820 tillsammans med Fredrik Adlercreutz till Colombia, troligen i avsikt för att starta gruvbrytning i det nya landet. 1822 fick han koncession på gruvbrytning i ett område i Antioquia och reste 1823 till Europa för att få fram kapital och gruvteknisk personal för brytningen. Han hade samtidigt fått uppdrag att för den columbianska regeringens räkning köpa upp krigsmateriel. Han lyckades 1824 få kontrakt på export av kanoner från Finspångs bruk och även svenska regeringen att sälja ett antal fullt utrustade krigsfartyg till Colombia. Efter att ha knutit kontakter med handelshuset B A Goldsmith i London återvände von Hauswolff till Colombia där han slog sig ned i Medellín där en liten svensk koloni kom att byggas upp kring von Hauswolff. Ganska snart gick dock projektet om intet. Von Hauswolffs gruva drabbades av ett ras som stoppade gruvbrytningen. Varorna från Finspångs bruk gav inte de förtjänster han hoppats på och 1826 gjorde handelshuset B A Goldsmith konkurs vilket gjorde att von Hauswolff nu saknade finansiering för fortsatta projekt. Leveransen av de svenska krigsfartygen till Colombia slutade också i fiasko. 1831 lämnade von Hauswolff Colombia och återvände till Sverige. Hans misslyckanden i Colombia hade dock skadat hans anseende i Sverige och han lyckades inte få någon ny tjänst i den svenska staten. 1835 utgav han en översättning från tyskan av Teckningar utur sällskapslifvet i Nordamerikas förenta stater. Boken mötte skarp kritik, främst på grund av von Hauswolffs skarpa kritik av det liberala samhället i USA.